# Martin Weisskopf

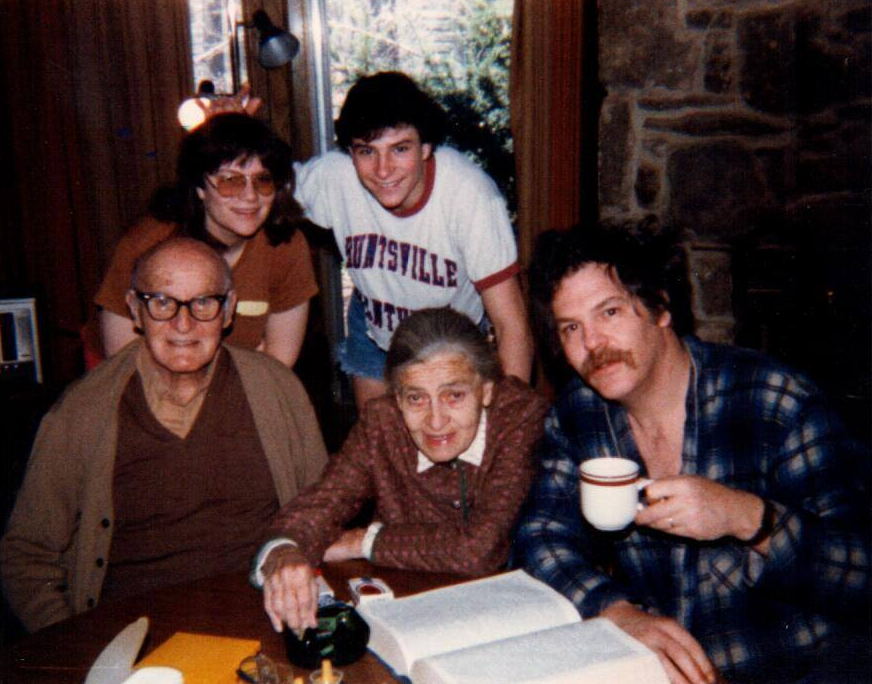
Weisskopf mit seiner Familie, ca. 1980

Martin Charles Weisskopf (* 21. April 1942 in Omaha, Nebraska) ist ein US-amerikanischer Astrophysiker, der sich mit Röntgenastronomie befasst.
Weisskopf studierte am Oberlin College mit dem Bachelor-Abschluss 1964 und wurde 1969 an der Brandeis University promoviert. Als Post-Doktorand forschte er an der Columbia University, an der er 1971 Assistant Professor wurde. In den 1970er Jahren war er an Pionierexperimenten in der Röntgenastronomie beteiligt. 1977 ging er als Senior Astronomer ans Marshall Space Flight Center der NASA, wo er Projektwissenschaftler am Chandra-Röntgenteleskop war. 
Er ist am International X-Ray Imaging Experiment (IBIS) der ESA beteiligt und an einem 1978 von ihm begründeten großen Forschungsprogramm zur Entwicklung von Röntgenoptiken. 
2004 erhielt er den Bruno-Rossi-Preis mit Harvey Tananbaum für ihre Führungsrolle beim Chandra Teleskop, 2006 erhielt er den George W. Goddard Award. Er erhielt verschiedene Preise der NASA, unter anderem die Medals for Exceptional Service 1992 und für Scientific Achievement 1999. Er wurde 1994 Fellow der American Physical Society für Pionierleistungen in Röntgen-Polarimetrie und Studien zur Zeitveränderlichkeit kosmischer Röntgenquellen und seine Führungsrolle als Projektwissenschaftler der Advanced X-ray Astrophysics Facility. 2001 wurde er Fellow der International Society for Optical Engineering (SPIE); er ist Fellow der American Association for the Advancement of Science. 2024 erhielt Weisskopf erneut den Bruno-Rossi-Preis, diesmal mit Paolo Soffitta und dem IXPE-Team. Für 2025 wurde ihm der Internationale Antonio-Feltrinelli-Preis zugesprochen.